# 廉布
廉布（1092年—?），字宣仲，楚州山阳（今江苏省淮安）人。
元祐七年（1092年）出生。徽宗宣和初进士，为画学博士。官至武学博士，紹興九年（1139年），爲處州錄事參軍。因是张邦昌的女婿，有才而不得重用。晚年旅居吴越，自号“射泽老农”。廉布工於绘画，“越人多传其笔墨”。陈郁《藏一话腴外编》卷下云：“本朝士大夫游戏笔墨者，自坡仙、叔党、文与可、杨补之、米元章、廉宣仲而次，遗妙皆为世宝。”廉布還擅长小说創作。著有《清尊录》。